# Матрайский диалект
Матрайский язык — сельский территориальный микроязык, относящийся к ветвям офенского языка и объединяющий сёла Красное, Васильев Враг и Кичанзино Арзамасского района Нижегородской области. В настоящее время данный язык почти не используется, но старожилы ещё помнят о его существовании.
Точное время возникновения матрайского языка неизвестно, но упоминания о нём в народе встречаются ещё в начале XVII века, когда он широко был распространён. Также известно о существовании устного народного творчества с использованием матрайского языка (песни, частушки).

## История
Земли, на которых был распространён матрайский язык, были заселены русскими, мордвой и марийцами.
На месте, где сейчас располагается село Красное, два мордовских купца основали мануфактуру по изготовлению красного сукна. По этой же причине селению и было дано название — Красное. Рабочими на заводе было бедное мордовское население и русские переселенцы. После смерти купцов мануфактура перестала существовать, а часть рабочих осела в этих местах и стала заниматься сельским хозяйством, кустарным производством изделий из шерсти: валенок, стелек, варежек, шляп и пр. Работа по валянию шерсти была неподъёмно-тяжёлой, мастерство этого производства передавалось от поколения к поколению и требовало усердного труда. Для скрытого общения между собой, в том числе и за пределами своего села (например: при продаже своей продукции на базаре), передачи тонкостей производства, селяне стали использовать особый язык, назывался он «матрайским». Отсюда и пошло название жителей данных сёл — «матраи». Упоминание о валяльном производстве в сёлах Красное и Васильев Враг можно встретить в трудах В. И. Ленина Полное собрание сочинений. В 55-ти т, том 3. «Развитие капитализма в России» Глава 6: «Небезинтересно отметить особый жаргон красносельцев, это характерная черта территориальной замкнутости, свойственной мануфактуре… в Красном селе фабрики по-матрайски называются поварнями».